# Metopolophium pedicularis
Metopolophium pedicularis är en insektsart som först beskrevs av Richards 1972.  Metopolophium pedicularis ingår i släktet Metopolophium och familjen långrörsbladlöss. Inga underarter finns listade i Catalogue of Life.